# Universala Esperanto-Asocio
Universala Esperanto-Asocio (UEA, dosłownie Powszechny Związek Esperanta, najczęściej tłumaczone jako Światowy Związek Esperantystów, także Światowy Związek Esperancki, Powszechny Związek Esperancki) – największa międzynarodowa organizacja użytkowników języka esperanto.
Według rocznika UEA Jarlibro w 2008 roku, miała członków w 121 krajach i pozostawała w oficjalnych stosunkach z ONZ i UNESCO. Obok około 6 tysięcy członków indywidualnych, w UEA zrzesza 70 esperanckich sekcji krajowych w 69 państwach (w 1981 w 81 państwach) z około 12600 członkami (zgodnie z Jarlibro z 2010).
20 lipca 2013 roku prezesem UEA został Mark Fettes.
Dzisiejsza UEA jest organizacją zbudowaną przez połączenie UEA założonej 28 kwietnia 1908 roku przez Hectora Hodlera w Szwajcarii oraz Internacia Esperanto-Ligo, założonej 18 września 1936 w Wielkiej Brytanii. Połączenie miało miejsce w 1947 roku.
UEA ma biura (Centra Oficejo de UEA) w Rotterdamie w Holandii. Oprócz tego istnieją biura w Genewie i Nowym Jorku, przy ONZ.
Zgodnie ze statusem, celem UEA jest:
- upowszechnianie międzynarodowego języka esperanto
- działalność na rzecz rozwiązania problemu językowego w stosunkach międzynarodowych i ułatwienia międzynarodowej komunikacji językowej
- ułatwianie wszelkiego rodzaju duchowych i materialnych kontaktów między ludźmi, niezależnie od narodowości, rasy, płci, wyznania, przekonań politycznych lub języka
- wzmacnianie u członków poczucia solidarności i pogłębianie zrozumienia i szacunku dla innych narodów

Corocznie UEA organizuje Światowy Kongres Esperanto, w którym bierze zwykle udział 2-3 tys. osób (największy kongres miał miejsce w 1987 roku, w Warszawie, gdzie na stulecie esperanta zjechało się prawie 6 tys. osób). Kongresy w "okrągłych" rocznicach, co 25 lat, są zawsze organizowane w Polsce, ojczyźnie języka esperanto. W lipcu 2009 roku odbył się kolejny kongres w Białymstoku, miejscu urodzenia Ludwika Zamenhofa, w 150 rocznicę jego urodzin. Co roku organizowane są też konkursy sztuki esperanckiej Belartaj Konkursoj.
UEA wydaje książki (http://www.uea.org/katalogo/), prowadzi centrum informacyjne oraz bibliotekę Biblioteko Hector Hodler. Działalność lokalną prowadzi sieć delegatów UEA. Oficjalnymi wydawnictwami są miesięcznik Esperanto i rocznik informacyjny Jarlibro.
Oprócz oficjalnych stosunków z ONZ i UNESCO, UEA ma również kontakty robocze z UNICEF i Radą Europy oraz Organizacją Państw Amerykańskich. Współpracuje także z międzynarodową organizacją normalizacyjną ISO.
Młodzieżową sekcją UEA jest Tutmonda Esperantista Junulara Organizo (TEJO, Światowa Organizacja Młodzieży Esperanckiej), która organizuje co roku międzynarodowe kongresy młodzieżowe Internacia Junulara Kongreso. Siedziba TEJO również mieści się w Rotterdamie. Prócz tego istnieją organizacje krajowe (np. Polski Związek Esperantystów, Rosyjski Związek Esperantystów) oraz organizacje grupujące zwolenników danego światopoglądu, ideologii, religii zawodów, hobby itd. (np. Esperancki Związek Prawniczy,    Międzynarodowa Liga Nauczycieli Esperantystów). Pełne informacje o organizacjach esperanckich zamieszczone są  na stronie WWW UEA.
Uchwałę popierającą przyznanie Światowemu Związku Esperantystów Pokojowej Nagrody Nobla przyjął w setną rocznicę powstania związku Sejm Rzeczypospolitej Polskiej.
Tytuł członka honorowego UEA otrzymał Mieczysław Sygnarski, jako pierwszy wyróżniony tym tytułem pochodzący z Polski.